# Liste des chansons écrites par Ralph Bernet pour Johnny Hallyday
Cet article recense les chansons écrites par Ralph Bernet pour Johnny Hallyday. 
Introduit en 1962 auprès du chanteur par le guitariste d'Hallyday, Louis Belloni, Ralph Bernet écrit régulièrement pour lui jusqu'en 1976. Il est l'un des seuls à avoir écrit à la fois pour Johnny Hallyday et Eddy Mitchell.

## Les chansons
Source pour l'ensemble de la liste, sauf indications contraires et/ou complémentaires.
Les textes sont de Ralph Bernet. Les adaptations ainsi que les chansons écrites en collaboration avec un autre auteur sont indiquées.
| Titre                                                                      | Paroles                                         | Musique                                               | Date | Support |
| -------------------------------------------------------------------------- | ----------------------------------------------- | ----------------------------------------------------- | ---- | --- |
| Pas cette chanson (Don't Play That Song (You Lied)                         | adaptation                                      | Ahmet Ertegün, Betty Nelson                           | 1962 | 33 tours 25 cm Madison Twist |
| L'Idole des jeunes (Teenage Idol)                                          | adaptation                                      | Jack Lewis                                            | 1962 | super 45 tours 432810 33 tours 25 cm L'Idole des jeunes (1963) |
| Tes tendres années (Tender Years                                           | adaptation                                      | Darrell Edwards                                       | 1963 | super 45 tours 432861 33 tours 25 cm L'Idole des jeunes album Les Bras en croix |
| Quitte-moi doucement (Break It to Me Gently (en))                          | adaptation                                      | Diane Lampert, Joe Seneca                             | 1963 | album Les Bras en croix 33 tours 25 cm Da dou ron ron |
| Quand un air vous possède (When My Little Girl Is Smiling)                 | adaptation                                      | Gerry Goffin, Carole King                             | 1963 | album Les Bras en croix 33 tours 25 cm Da dou ron ron |
| Dis-moi oui (We Say Yeah)                                                  | en collaboration avec Claude Carrère adaptation | Hank Marvin, Bruce Welch                              | 1963 | album Les Bras en croix 33 tours 25 cm Da dou ron ron |
| Comme une ombre sur moi (Black Cloud)                                      | en collaboration avec F. Dial adaptation        | B. Brook                                              | 1963 | 33 tours 25 cm Da dou ron ron |
| Douce filles de seize ans (Sweet Little Sixteen)                           | adaptation                                      | Chuck Berry                                           | 1963 | 33 tours 25 cm Da dou ron ron |
| Rien n'a changé                                                            |                                                 | Eddie Vartan, Johnny Hallyday                         | 1963 | super 45 tours 432967 33 tours 25 cm D'où viens-tu Johnny ? |
| Moi cette fille là                                                         |                                                 | Eddie Vartan, Johnny Hallyday                         | 1963 | resté inédit jusqu'en 1993 |
| Tu n'as rien de tout ça ((You're the) Devil in Disguise)                   | adaptation                                      | Bernie Baum (en), Bill Giant (en), Florence Kaye (en) | 1964 | 33 tours 25 cm Les guitares jouent |
| Excuse-moi partenaire (Cuttin'In)                                          | adaptation                                      | Johnny Watson                                         | 1964 | 33 tours 25 cm Les guitares jouent |
| Quand je l'ai vue devant moi (I Saw Her Standing There)                    | adaptation                                      | John Lennon, Paul McCartney                           | 1964 | 33 tours 25 cm Les guitares jouent |
| J'abandonne mes amours (Packin'up)                                         | adaptation                                      | Margie Singleton, Smith                               | 1964 | 33 tours 25 cm Les guitares jouent |
| Oh cette nuit (Such a Night)                                               | adaptation                                      | Lee Hazlewood                                         | 1964 | album Johnny Hallyday Olympia 64 |
| Non, non, non, non (je ne veux plus te blesser) (Baby Don't Weep)          | adaptation                                      | Bob Russel, Norman Meade                              | 1964 | album Johnny Hallyday Olympia 64 |
| Les Mauvais Garçons                                                        |                                                 | Eddie Vartan, Johnny Hallyday                         | 1964 | super 45 tours 434905 33 tours 25 cm Le Pénitencier |
| Pour moi tu es la seule (Sweet Lovin Mama)                                 | adaptation                                      | Johnny Watson                                         | 1964 | super 45 tours 434905 33 tours 25 cm Le Pénitencier |
| Tu me quittes (My Baby Left Me)                                            | adaptation                                      | Arthur Crudup                                         | 1964 | album Johnny, reviens ! Les Rocks les plus terribles |
| Celui que tu préfères ((Let Me Be Your) Teddy Bear)                        | adaptation                                      | B. Lowe, Kalmann                                      | 1964 | album Johnny, reviens ! Les Rocks les plus terribles |
| Sally (Long Tall Sally)                                                    | adaptation                                      | E. Johnson                                            | 1964 | album Johnny, reviens ! Les Rocks les plus terribles |
| J'ai oublié de me souvenirs (I Forgot To Remember To Forget)               | adaptation                                      | C. Feather, S. Kesler                                 | 1964 | super 45 tours 434950 |
| La pierre d'amour (Bolt Of Love)                                           | adaptation                                      | D. Kilroy                                             | 1964 | 45 tours promo 373620 (1965) et dans les années 1970 sur un double album de compilations "Succès 61-66" 6621012 (diffusé de façon très confidentielle, ce titre est l'un des plus rares de Johnny Hallyday. En 1993, il est publié en CD à l'occasion de la sortie d'une intégrale) |
| C'est fini miss Molly (Good Golly, Miss Molly)                             | adaptation                                      | Robert Blackwell, John Marascalo                      | 1964 | Enregistré à Nashville, ce titre reste inédit jusqu'en 1992, année ou il est diffusé de façon très confidentiel sur un CD de la firme Dial Réenregistré en France, cette "version parisienne" reste également inédite jusqu'en 1993, année de la parution d'une intégrale en 40 CD  |
| Johnny lui dit adieu (Tell Her Johnny Said Good Bye)                       | adaptation                                      | J. Byers                                              | 1965 | super 45 tours 437007 |
| Celui qui t'a fait pleurer (Bolt Of Love)                                  | adaptation                                      | E. Kilroy, D. Kilroy                                  | 1965 | album Hallelujah |
| Pleurer auprès de toi (I'm Gonna Sit Right Down and Cry (Over You))        | adaptation                                      | Joe Thomas, Howard Biggs (en)                         | 1965 | album Hallelujah |
| À deux heures de chez toi                                                  |                                                 | Eddie Vartan, Johnny Hallyday                         | 1965 | album Johnny chante Hallyday |
| On s'est trompé                                                            |                                                 | Mick Jones, Tommy Bronw                               | 1966 | album La Génération perdue |
| Quand un homme perd ses rêves (When a Man Loves a Woman)                   | adaptation                                      | Calvin Lewis                                          | 1966 | album La Génération perdue |
| De loin en loin                                                            |                                                 | Johnny Hallyday                                       | 1966 | album La Génération perdue |
| La fille à qui je pense                                                    |                                                 | Jacques Revaux, Johnny Hallyday                       | 1966 | album La Génération perdue |
| Elle reviendra                                                             |                                                 | Jacques Revaux, Johnny Hallyday                       | 1966 | album La Génération perdue |
| Il te faut grandir encore                                                  | en collaboration avec Jacques Revaux            | Mick Jones, Tommy Bronw                               | 1966 | chanson restée inédite jusqu'en 1993 |
| Mon fils                                                                   | en collaboration avec Vline Buggy               | Jacques Revaux                                        | 1967 | super 45 tours 437380 |
| Jeune homme                                                                |                                                 | Jacques Revaux                                        | 1968 | album Jeune Homme |
| En rêve                                                                    |                                                 | Mick Jones, Tommy Bronw                               | 1968 | album Rêve et Amour |
| Je pars demain                                                             |                                                 | Mick Jones, Tommy Bronw                               | 1968 | album Rêve et Amour |
| Fumée                                                                      |                                                 | Mick Jones, Tommy Bronw                               | 1968 | album Rêve et Amour |
| Quand on sifflait                                                          |                                                 | Mick Jones, Tommy Bronw                               | 1968 | album Rêve et Amour |
| L'or de McKenna (1re partie) L'or de McKenna (2e partie) (Mackenna's Gold) | adaptation                                      | F. Douglas, Quincy Jones                              | 1969 | 45 tours 370813 |
| Les anges de la nuit                                                       |                                                 | Jacques Revaux, Johnny Hallyday                       | 1969 | album Rivière… ouvre ton lit |
| Rien n'vaut cett' fille là (She's My Old Lady)                             | adaptation                                      | John Gallie - Joey Cooper                             | 1972 | album Country, Folk, Rock |
| Toi, tu voles l'amour                                                      |                                                 | Gary Wright                                           | 1972 | album Country, Folk, Rock |
| Mon amour à Marie                                                          |                                                 | Mick Jones, Tommy Bronw                               | 1972 | album Country, Folk, Rock |
| Viens le soleil (Sunshine)                                                 | adaptation                                      | Don Preston, John Gallie                              | 1972 | album Country, Folk, Rock |
| Tomber c'est facile (Ain't Hard To Stumble)                                | adaptation                                      | David B. Rivkin                                       | 1972 | album Country, Folk, Rock |
| Easy, sois facile avec moi                                                 |                                                 | Johnny Hallyday, Tommy Brown                          | 1972 | chanson restée inédite jusqu'en 1993 |
| De la race humaine                                                         |                                                 | Tommy Brown                                           | 1972 | chanson restée inédite jusqu'en 1993 |
| Le jour J, l'heure H                                                       | en collaboration avec René Maitre               | Jacques Revaux                                        | 1976 | album Derrière l'amour |
| Le ghetto                                                                  |                                                 | Jacques Revaux                                        | 1976 | album Derrière l'amour |